# تپه سنچولی ۱
تپه سنچولی ۱ مربوط به سده‌های اولیه دوران دوران‌های تاریخی پس از اسلام است و در شهرستان زهک، بخش جزینک، دهستان خمک، ۲۰۰ متری غرب روستای متروکه سنچولی واقع شده و این اثر در تاریخ ۱۳ آبان ۱۳۸۶ با شمارهٔ ثبت ۱۹۷۹۲ به‌عنوان یکی از آثار ملی ایران به ثبت رسیده است.